# Gotlands runinskrifter 255
G 255 är en medeltida (~1400-talet) gravhäll i Bro kyrka, Bro socken och Gotlands kommun.

## Inskriften
Translitterering av runraden:
÷ biþin : furi : ola͡fs : sia͡l : iuha͡s : a͡rfi : e : etligi : sum : hir : legr : hans : ankia : bo[t]ia͡uþ : but͡kar...s : bo͡rn- : e : oit-hium : l-t͡r : stainin : hka : þina
Normalisering till äldre fornsvenska:
Biðin fyriʀ Olafs sial, Iohans arfi i Ytlingi/Ytlings, sum her liggʀ. Hans ænkia Botþjuð, Botgæiʀs(?) born[a] i Utøyum/Utoje, l[a]tr stæininn haggva þenna.
Översättning till nusvenska:
Bedjen för Olavs själ, Juhans arvinge i Ytlings, som här ligger. Hans änka, Botiaud, Butgairs dotter i Utoje, låter hugga denna sten.
Juhan och Olav tillhör till vanligaste namn med 30 resp. 25 inlägg i gotländska runmaterialet. Namnet Botiaud finns på G 35, G 75 (botiauþu), G 292 (botiauþar). Bomärken på stenen tillhör gården Ytling vid Bro kyrka. Gåden Utoje ligger 2 km söder om Fleringe kyrka.